# Günther Grzimek (Landschaftsarchitekt)
Günther Grzimek (* 3. November 1915 in Köln; † 8. Mai 1996 in Pfeffenhausen) war ein deutscher Landschaftsarchitekt. Sein bekanntestes Werk ist der Olympiapark in München.

## Leben

### Familie
Grzimeks Eltern waren Günther Grzimek und Emmy Jansen. Sein Bruder war der Bildhauer Waldemar Grzimek. Er war zweimal verheiratet und hat aus erster Ehe vier Kinder.

### Ausbildung
Grzimek wuchs in Ostpreußen und Berlin auf und besuchte dort das Gymnasium, das er als Unterprimaner verließ, um eine Lehre als Gärtner zu beginnen. Während der zweieinhalbjährigen Lehrzeit holte er an einer Abendschule das Abitur nach, das ihm den Zugang an die Humboldt-Universität Berlin ermöglichte.
Dort studierte er von 1937 bis 1942 Garten- und Landschaftsgestaltung. Nach dem Einsatz in der Wehrmacht in Holland, Italien und Polen kam er 1945 bis 1947 in französische Gefangenschaft.

### Gartenamtsleiter in Ulm
Nach seiner Entlassung war er zunächst selbständiger Gartenarchitekt in Ravensburg, wurde aber noch im gleichen Jahr vom damaligen Stadtbaudirektor Max Guther als Leiter des städtischen Garten- und Friedhofsamtes nach Ulm geholt. Über diese Zeit des Wiederaufbaus der fast völlig zerstörten Stadt sagte er einmal zusammenfassend: „Es ging in der Nachkriegsära darum, dass die Grünflächen nicht unterbewertet blieben“.
Bereits in Ulm entwickelte er die später noch intensivierten theoretischen Leitlinien und praktische Beispiele für seine sozial orientierte städtische Grünplanung:
- Grzimek entwarf ein, im städtischen Flächennutzungsplan mit den anderen Fachplanungen gleichberechtigt verankertes, zusammenhängendes Netz von öffentlichen Grünflächen um eine verdichtete Bebauung. Einfamilienhaussiedlungen mit kleinen Privatgärten ohne nennenswerte öffentliche Grünflachen, lehnte er ab.
- Grünflächen sollten seiner Ansicht nach multifunktionales „Leistungsgrün“ sein, ihre vielfältigen Funktionen so intensiv und effizient wie möglich erfüllen.
- Eine weitere Auswirkung seiner Umsetzung demokratischer Leitbilder in die Grünplanung war die Bürgerbeteiligung. So organisierten Ulmer Elterninitiativen unter Grzimeks Mitwirkung mit der „Aktion Sandfloh“ selbst den Bau von Spielplätzen und die Entwicklung von Spielgeräten. Gleichgesinnte aus einem Kreis um Otl Aicher und die Ulmer Volkshochschule unterstützten ihn.
- Seine Nutzerorientierung ging manchmal so weit, dass er zunächst keine festen Wege in seinen Grünflächen baute, sondern erst abwartete, wo sich Trampelpfade entwickelten. Diese Haltung war auch Ausdruck von Kosteneffizienz, um teure Fehlplanungen zu verhindern.

In Ulm blieb Grzimek bis zur Gründung seines Ingenieurbüros für Grünplanung in Lohfelden bei Kassel im Jahre 1960 tätig.

### Professor an der Kunsthochschule Kassel
1965 wurde er Nachfolger von Hermann Mattern Professor an der Hochschule für Bildende Künste Kassel, bis 1972. Bei der documenta 4 war er Mitglied im „documenta Rat“. Günther Grzimek ordnete Landschaftsplanung nicht als Gartenkunst ein, die Kunst sollte seiner Ansicht nach Aufgabe von Künstlern bleiben. Studenten und Dozentenkollegen in Kassel schlugen Grzimek 1969 die Gründung einer neuartigen Arbeitsgruppe vor, in der Studenten und Dozenten demokratisch gleichberechtigt an Projekten arbeiten sollten. Ein Verein „Entwicklungsgruppe für Landschaftskultur“ (EGL) wurde dazu gegründet. 1973 wurde der Verein zum Büro „EGL GmbH – Entwicklung und Gestaltung von Landschaft“. Die Angestellten wurden Gesellschafter, sieben Zweigbüros mit verschiedenen Schwerpunkten wurden gegründet.

### Olympiapark München

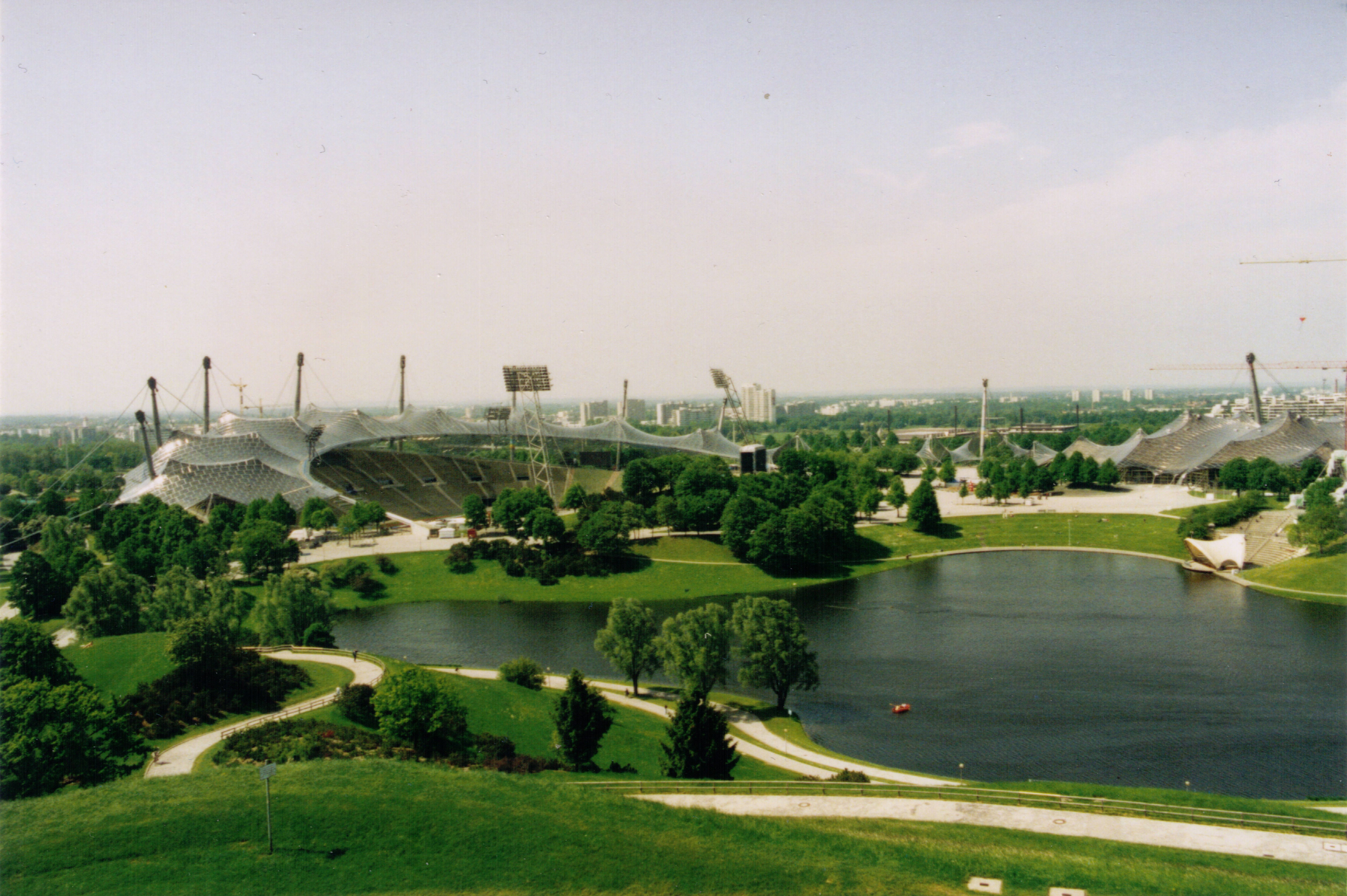
Olympiapark München

In die Kasseler Zeit fällt auch seine Planung zum Münchner Olympiapark. Der Olympiapark markiert den Beginn einer neuen Ära in der deutschen Landschaftsgestaltung, entsprechend dem allgemeinen gesellschaftlichen Umbruch der 60er und 70er Jahre. Auch die Grünplanung sollte nun „demokratisch“ werden. Grzimek setzt dies am konsequentesten um. Er entwarf keine Freiräume für Privilegierte, sondern wollte eine optimale Grünversorgung für alle Schichten der Bevölkerung. Die Benutzbarkeit war ihm wichtiger als eine gestalterische Idee. Dass der Olympiapark dennoch hohe ästhetische Qualität aufweist, liegt nach Grzimek daran, dass der Park „seine Gestalt bis in die Details hinein von einer Ästhetik des Selbstverständlichen ab[leitet], die im Sinne einer humanen Ökologie die freie und aktive Selbstverwirklichung seiner Benutzer zum obersten Kriterium macht.“ (Quelle: Günther Grzimek, Stefan Rainer, 1983) „Wenn wir etwas machen, dann dürfen wir nicht etwas machen, was so ist, dass man sagt, ach, das hat der Grzimek gemacht, sondern wir müssen es so machen, dass es selbstverständlich ist. Dass man einfach sagt, ich hab mich sauwohl gefühlt […] Wir haben einen Gebrauchsgegenstand machen wollen.“

### Professor an der TU München
Von 1972 bis zu seiner Emeritierung 1981 war Grzimek ordentlicher Professor auf dem „Lehrstuhl und Institut für Landschaftsarchitektur“ an der Technischen Universität München in Weihenstephan. Er veränderte nach Amtsantritt die Schwerpunkte des Studienplans erheblich. Die Nachfolge von Grzimek trat zwei Jahren nach seiner Emeritierung Professor Peter Latz im Jahr 1983 an.
Grzimek legte aufgrund seiner Forderung nach absoluter Nutzerorientierung größten Wert auf sozial- und planungswissenschaftliche Fächer. Gestalterisch ausgerichtete Fächer strich er ganz, die naturwissenschaftlichen Grundlagen wurden auf ein Mindestmaß reduziert. Sein Ziel war nicht der Gartenkünstler früherer Zeiten, sondern der städtebaulich orientierte, interdisziplinär arbeitende Grünplaner. Theorie und Praxis erhielten in der Ausbildung nun gleiche Wertigkeit. Er ging weg von den reinen Vorlesungen, hin zu einem überwiegend aus Seminaren und Teamarbeit bestehenden Studium. 1972 wurde der Studiengang umbenannt in Landespflege, und aufgewertet durch die Verleihung des akademischen Grades Diplomingenieur auch für Absolventen dieses Fachbereiches.
Nach dem Vorbild der EGL in Kassel gründete Grzimek auch in Weihenstephan ein Büro namens Grünplan GmbH.

### Die Besitzergreifung des Rasens
In einer Ausstellung und deren Katalog fasste Grzimek 1983 seine lebenslangen Vorstellungen von der sozialen Bedeutung der Freiräume zusammen. Beides war „die Aufforderung zur Inbesitznahme der städtischen Freiräume, die Abkehr von Distanz und Repräsentation, die 'Demokratisierung' der öffentlichen Flächen, was letztlich auch eine Öffnung der Entwurfs- und Gestaltungsvorgänge bedeutete.“
Günther Grzimek starb am 8. Mai 1996 an seinem damaligen Wohnort Holzhausen bei Pfeffenhausen in Niederbayern. Seine Grabstätte befindet sich auf dem  Stadtfriedhof Biberach an der Riß, den er zu Lebzeiten selbst gestaltet hat.

## Preise
- 1973: Friedrich-Ludwig-von-Sckell-Ehrenring von der Bayerischen Akademie der Schönen Künste
- 1977: Architekturpreis der Landeshauptstadt München mit Günter Behnisch

## Werke

### Landschaftsarchitektonische Werke
Grzimek entwickelte vor allem landschaftsplanerische Stadtentwicklungskonzepte z. B. für Ulm, Darmstadt, Ludwigsburg, Aschaffenburg und Biberach an der Riß.
Seine ausgeführten Hauptprojekte sind u. a.:
- Neuer Botanischer Garten (Marburg) (ab 1970)
- Zoologischer Garten Münster (1971) (mit Harald Deilmann)
- Olympiapark München (1968–1972)
- Stadtfriedhof Biberach an der Riß (1960–1963/1976)
- Hauptfriedhof Ulm an der Stuttgarter Straße in Ulm ab 1953
- Ingenieurschulen in Ulm und Aalen
- Grünräume an den neuen Hochschulbauten in München und Weihenstephan

Weitere Projekte:
- Grünrahmenplan Berg Fidel in Münster
- Wieseckaue und Schwanenteich in Gießen

Bei zahlreichen Projekten arbeitete er mit dem Architekten Günter Behnisch zusammen.
Daneben nahm er auch an vielen bedeutenden Wettbewerben mit Entwürfen teil, so z. B. für die Bundesbauten in Bonn.

### Bibliografie
- Grünplanung in Ulm: Probleme einer wachsenden Stadt, Ulm: Stadtverwaltung (Hrsg.), 1956
- Grünplanung Darmstadt, Darmstadt: Roether, 1965
- Vom Aufgang der Neuzeit, 1966
- Spiel und Sport in der Stadtlandschaft: Erfahrungen und Beispiele für morgen, München: Callwey, 1972
- Gedanken zur Stadt- und Landschaftsarchitektur seit Friedrich Ludwig von Sckell, München: Callwey, 1973
- Wettbewerb Bundesgartenschau Kassel 1981: Landschaftsarchitektur als documenta hortensis, in: Garten + Landschaft, Bd. 87 (1977), 5, S. 296–308
- Die Besitzergreifung des Rasens, München: Callwey, 1983

## Schüler
- Johannes Mahl-Gebhard[3]